# Ministrowie spraw wewnętrznych Republiki Włoskiej
Ministrowie spraw wewnętrznych we Włoszech kierują Ministerstwem Spraw Wewnętrznych. Urząd ten powstał w okresie Królestwa Włoch i funkcjonuje również po wprowadzeniu ustroju republikańskiego.

## Ministrowie okresu Republiki Włoskiej
| Minister                 | Od                   | Do                   | Partia |
| ------------------------ | -------------------- | -------------------- | ------ |
| Alcide De Gasperi        | 13 lipca 1946        | 28 stycznia 1947     | DC     |
| Mario Scelba             | 2 lutego 1947        | 16 lipca 1953        | DC     |
| Amintore Fanfani         | 16 lipca 1953        | 18 stycznia 1954     | DC     |
| Giulio Andreotti         | 18 stycznia 1954     | 10 lutego 1954       | DC     |
| Mario Scelba             | 10 lutego 1954       | 6 lipca 1955         | DC     |
| Fernando Tambroni        | 6 lipca 1955         | 15 lutego 1959       | DC     |
| Antonio Segni            | 15 lutego 1959       | 25 marca 1960        | DC     |
| Giuseppe Spataro         | 25 marca 1960        | 26 lipca 1960        | DC     |
| Mario Scelba             | 26 lipca 1960        | 21 lutego 1962       | DC     |
| Paolo Emilio Taviani     | 21 lutego 1962       | 21 czerwca 1963      | DC     |
| Mariano Rumor            | 21 czerwca 1963      | 4 grudnia 1963       | DC     |
| Paolo Emilio Taviani     | 4 grudnia 1963       | 24 czerwca 1968      | DC     |
| Franco Restivo           | 24 czerwca 1968      | 17 lutego 1972       | DC     |
| Mariano Rumor            | 17 lutego 1972       | 7 lipca 1973         | DC     |
| Paolo Emilio Taviani     | 7 lipca 1973         | 23 listopada 1974    | DC     |
| Luigi Gui                | 23 listopada 1974    | 12 lutego 1976       | DC     |
| Francesco Cossiga        | 12 lutego 1976       | 11 maja 1978         | DC     |
| Giulio Andreotti         | 11 maja 1978         | 13 czerwca 1978      | DC     |
| Virginio Rognoni         | 13 czerwca 1978      | 4 sierpnia 1983      | DC     |
| Oscar Luigi Scalfaro     | 4 sierpnia 1983      | 28 lipca 1987        | DC     |
| Amintore Fanfani         | 28 lipca 1987        | 13 kwietnia 1988     | DC     |
| Antonio Gava             | 13 kwietnia 1988     | 16 października 1990 | DC     |
| Vincenzo Scotti          | 16 października 1990 | 28 czerwca 1992      | DC     |
| Nicola Mancino           | 28 czerwca 1992      | 10 maja 1994         | PPI    |
| Roberto Maroni           | 10 maja 1994         | 17 stycznia 1995     | LN     |
| Antonio Brancaccio       | 17 stycznia 1995     | 8 czerwca 1995       | bezp.  |
| Giovanni Rinaldo Coronas | 8 czerwca 1995       | 17 maja 1996         | bezp.  |
| Giorgio Napolitano       | 17 maja 1996         | 21 października 1998 | DS     |
| Rosa Russo Iervolino     | 21 października 1998 | 22 grudnia 1999      | DL     |
| Enzo Bianco              | 22 grudnia 1999      | 11 czerwca 2001      | DL     |
| Claudio Scajola          | 11 czerwca 2001      | 3 lipca 2002         | FI     |
| Giuseppe Pisanu          | 3 lipca 2002         | 17 maja 2006         | FI     |
| Giuliano Amato           | 17 maja 2006         | 8 maja 2008          | PD     |
| Roberto Maroni           | 8 maja 2008          | 16 listopada 2011    | LN     |
| Annamaria Cancellieri    | 16 listopada 2011    | 28 kwietnia 2013     | bezp.  |
| Angelino Alfano          | 28 kwietnia 2013     | 12 grudnia 2016      | NCD    |
| Marco Minniti            | 12 grudnia 2016      | 1 czerwca 2018       | PD     |
| Matteo Salvini           | 1 czerwca 2018       | 5 września 2019      | LN     |
| Luciana Lamorgese        | 5 września 2019      | 22 października 2022 | bezp.  |
| Matteo Piantedosi        | 22 października 2022 |                      | bezp.  |